# هلالی حاج‌عوض
هلالی حاج عوض، روستایی از توابع بخش کاکی شهرستان دشتی در استان بوشهر ایران است.

## جمعیت
این روستا در دهستان کاکی قرار دارد و براساس سرشماری سال ۱۳۹۵، جمعیت آن ۷ نفر می‌باشد.